# Steve DiGiorgio
Steven DiGiorgio (Waukegan, Illinois, 7. studenoga 1967.) američki je heavy metal-basist. Poznat je po svom radu s brojnim heavy metal-sastavima kao što su Sadus (čiji je bio jedan od osnivača), Death, Testament, Megadeth, Sebastian Bach, Iced Earth, Autopsy, Obituary, Control Denied, Dragonlord i Charred Walls of the Damned, a nastupio je na više od 50 albuma kao gost ili stalni glazbenik.

## Glazbena karijera
Di Giorgio je svirao bas u sastavima heavy i death metala kao što su Death, Autopsy, Control Denied, Ephel Duath, Obscura, Artension, Faust, Memorain, Painmuseum, Suicide Shift, Soen, Vintersorg, Dragonlord, Iced Earth, Sebastian Bach, Obituary, Megadeth, i jedan je od osnivača skupine Sadus. Osnivač je jazz sastava Dark Hall i svirao je bas u drugim sastavima kao što su Testament, Futures End, Synesis Absorption, Mythodea, Charred Walls of the Damned, Anatomy of I, Gone in April, i Spirits of Fire. Uz svoje dužnosti basa u Sadusu, također svira klavijature. U listopadu 2019. osnovao je sastav fusiona, worlda i metala zvan Quadvium s Jeroenom Paulom Thesselingom. Godinu dana kasnije osnovao je death metal supergrupu Act of Denial.

## Stil i uzori
U svom žanru, Di Giorgio je cijenjen zbog svojih visoko tehničkih sviračkih vještina. Di Giorgio je izjavio da su na njega kao basista najviše utjecali Geddy Lee, Chris Squire, Geezer Butler, Steve Harris, Stanley Clarke, Jaco Pastorius, Billy Sheehan, Dave Pegg i Charles Meeks.

## Privatni život
Di Giorgio je godinama u braku, i otac je kćeri koja je rođena u travnju 1994. Obitelj trenutno živi u Oaklandu, Kalifornija.
U travnju 2020. DiGiorgiju je dijagnosticiran COVID-19. Bio je drugi član Testamenta, nakon pjevača Chucka Billyja, koji je bio pozitivan na COVID-19.

## Diskografija
Autopsy
- Severed Survival (1989.)
- Fiend for Blood (1992.)

Death
- Human (1991.)
- Fate: The Best of Death (1992.)
- Individual Thought Patterns (1993.)

Testament
- The Gathering (1999.)
- First Strike Still Deadly (2001.)
- Brotherhood of the Snake (2016.)
- Titans of Creation (2020.)

Control Denied
- The Fragile Art of Existence (1999.)

Sadus
- Illusions (1988.)
- Swallowed in Black (1990.)
- A Vision of Misery (1992.)
- Elements of Anger (1997.)
- Out for Blood (2006.)

Sebastian Bach
- Angel Down (2007.)

Painmuseum
- Metal for Life (2004.)

Memorain
- Evolution (2012.)

James Murphy
- Feeding the Machine (1998.)

Faust
- From Glory to Infinity (2009.)

Ephel Duath
- On Death and Cosmos (2012.)

Dragonlord
- Rapture (2001.)

Artension
- Future World (2004.)

Anatomy of I
- Substratum (2011.)

Act of Denial
- Negative (2021.)

Charred Walls of the Damned
- Charred Walls of the Damned (2010.)
- Cold Winds on Timeless Days (2011.)
- Creatures Watching over the Dead (2016.)

Futures End
- Memoirs of a Broken Man (2009.)

Geoda
- Here and Now (2019.)

Gone in April
- Threads of Existence (2016.)
- Shards of Light (2019.)

Johnny Newman
- More than Ever (2011.)

Mythodea
- Mythodea (2012.)

Spirits of Fire
- Spirits of Fire (2019.)
- Embrace the Unknown (2022.)

Terra Odium
- Ne Plus Ultra

Heathen
- The Evolution of Chaos (2010.)

Iced Earth
- Horror Show (2001.)

Megadeth
- The Sick, the Dying... and the Dead! (2022.)

Vintersorg
- Visions from the Spiral Generator (2002.)
- The Focusing Blur (2004.)